# Archibald Stuart

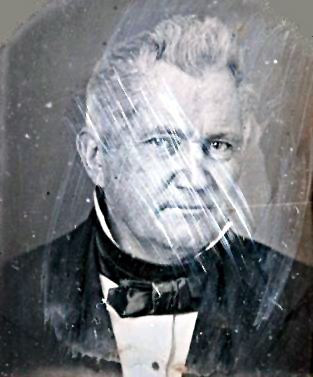
Archibald Stuart

Archibald Stuart (* 2. Dezember 1795 in Lynchburg, Virginia; † 20. September 1855 im Patrick County, Virginia) war ein US-amerikanischer Politiker. Zwischen 1837 und 1839 vertrat er den Bundesstaat Virginia im US-Repräsentantenhaus.

## Werdegang
Archibald Stuart besuchte private Schulen seiner Heimat. Während des Britisch-Amerikanischen Krieges von 1812 war er Offizier der US Army. Nach einem anschließenden Jurastudium und seiner Zulassung als Rechtsanwalt begann er in Lynchburg in diesem Beruf zu arbeiten. Gleichzeitig schlug er als Mitglied der Demokratischen Partei eine politische Laufbahn ein. In den Jahren 1830 und 1831 saß Stuart im Abgeordnetenhaus von Virginia. Zwischen 1829 und 1851 war er Delegierter auf mehreren Versammlungen zur Überarbeitung der Verfassung von Virginia.
Bei den Kongresswahlen des Jahres 1836 wurde Stuart im 19. Wahlbezirk seines Staates in das US-Repräsentantenhaus in Washington, D.C. gewählt, wo er am 4. März 1837 die Nachfolge von John Robertson antrat. Da er im Jahr 1838 nicht bestätigt wurde, konnte er bis zum 3. März 1839 nur eine Legislaturperiode im Kongress absolvieren. Nach dem Ende seiner Zeit im US-Repräsentantenhaus praktizierte Stuart wieder als Anwalt. Von 1852 bis 1854 gehörte er dem Senat von Virginia an. Er starb am 20. September 1855 auf seinem Anwesen Laurel Hill im Patrick County.